# Мессьє 68

Мессьє 68 (також відоме як М68 та NGC 4590) є кулястим скупченням в сузір'ї Гідри.

## Історія відкриття
Скупчення було відкрито Шарлем Мессьє 9 квітня 1780 року.

## Цікаві характеристики
M68 знаходиться на відстані 33000 світлових років від Землі.

## Спостереження

M68 в сузір'ї Гідри

Незвичайне за своїм становищем (в протилежну сторону від центру Галактики) кулясте скупчення М68 непросте для спостережень в середніх широтах північної півкулі. Скажімо, на широті Балтійського моря воно сходить не вище 10 градусів над горизонтом. Найкращий час для спостережень — початок весни. М68 досить просто знаходиться в хороший бінокль чи шукач телескопа — на продовженні на південь відрізка δ-β Ворона (приблизно на половину його довжини) на пів градуса на північний схід від відносно яскравої (5.4m) зірки B230.
У бінокль або невеликий аматорський телескоп М68 видно у вигляді округлої дифузної плями в оточенні зірок переднього плану. Наприклад, у північно-західного краю гало скупчення лежать міріди FI Гідри з перепадом блиску від 10.2m до 17.4m. У телескоп з апертурою 150—200 мм гало скупчення впевнено розпадається на зірки. При апертурі телескопа 250—300 мм і місці спостереження поближче до екватора це не дуже щільне скупчення розпадається до самого центру.

### Сусіди по небу з каталогу Мессьє
- М104 — (північніше на кордоні Діви і Ворона) знаменита галактика «Сомбреро»;
- М83 — (на схід і ще південніше) яскрава і цікава галактика «Південне Цівочне Колесо» (звичайний, хоча і не вдалий переклад з англійської Southern Pinwheel Galaxy);

### Послідовність спостереження в «Марафоні Мессьє»
… М49 → М61 →М68 → М83 → М13 …

## Навігатори
Координати:  12г 39м 28.01с, −26° 44′ 34.9″